# ملفين بالدوين
ملفين بالدوين (بالإنجليزية: Melvin Baldwin)‏ هو سياسي أمريكي، ولد في 12 أبريل 1838 في تشيستر في الولايات المتحدة، وتوفي في 15 أبريل 1901 في سياتل في الولايات المتحدة. حزبياً، نشط في الحزب الديمقراطي. وقد انتخب عضو مجلس النواب الأمريكي.